# 廖桂生
廖桂生，西安电子科技大学电子工程学院院长、教授，主要从事自适应信号处理、阵列信号处理、智能天线信号处理技术等方面的研究工作。入选中华人民共和国教育部2009年度"长江学者"特聘教授。